# 북부노랑어깨박쥐
북부노랑어깨박쥐(Sturnira parvidens)는 주걱박쥐과(신세계잎코박쥐과)에 속하는 박쥐의 일종이다. 멕시코의 토착종이다. 모식산지는 멕시코 게레로 파파요 지역(아카풀코 북서쪽으로 약 40km 떨어진 곳)이다.